# Gustav Adolph Kenngott
Gustav Adolph Kenngott (*  6 de enero de 1818 - 7 de marzo de 1897) fue un mineralogista alemán.
Nació en Breslavia. Después de ser empleado en el Hofmineralien-Cabinett de Viena, fue nombrado profesor de mineralogía en la Universidad de Zúrich. Fue distinguido por sus investigaciones sobre mineralogía, cristalografía y petrología. 
Murió en Lugano.

## Publicaciones
- Lehrbuch der reinen Krystallographie (1846)
- Lehrbuch der Mineralogie (1852 y 1857; 5ª edición, 1880)
- Übersicht der Resultate mineralogischer Forschungen in den Jahren 1844-1865 (7 volúmenes., 1852-1868)
- Die Minerale der Schweiz (1866)
- Elemente der Petrographie (1868)